# محوطه آستان کلاکاکرود
محوطه آستان کلاکاکرود مربوط به دوران‌های تاریخی پس از اسلام است و در شهرستان املش، بخش رانکوه، روستای کاکرود واقع شده و این اثر در تاریخ ۲ آبان ۱۳۸۲ با شمارهٔ ثبت ۱۰۶۱۹ به‌عنوان یکی از آثار ملی ایران به ثبت رسیده است.